# Millennium Stadium
The Millennium Stadium (wal. Stadiwm y Mileniwm), znany od 2016 jako Principality Stadium (wal. Stadiwm Principality) – stadion narodowy Walii, znajdujący się w jej stolicy – Cardiff. Na stadionie tym swoje mecze w charakterze gospodarza rozgrywają reprezentacje Walii w rugby. Oprócz tego na stadionie odbywają się jeszcze inne duże imprezy: Odcinki specjalne Rajdu Wielkiej Brytanii, Grand Prix Wielkiej Brytanii na żużlu, walki bokserskie oraz koncerty. Występowali tu m.in.: Tina Turner, Madonna, The Rolling Stones, U2, Stereophonics, Paul McCartney oraz Tsunami Relief Cardiff. Stadion powstał na potrzeby rozgrywek Pucharu Świata w Rugby w 1999.
The Millennium Stadium jest własnością Millennium Stadium plc, które jest spółką córką Welsh Rugby Union (WRU). Stadion został zaprojektowany przez Bligh Lobb Sports Architecture. Całkowity koszt jego budowy wyniósł 121 milionów funtów szterlingów z czego 46 milionów przyniosła loteria Millennium Commission.
Stadion został oddany do użytku w czerwcu 1999, otwarcie uświetnił mecz rugby pomiędzy reprezentacjami Walii i RPA. Mecz zakończył się wynikiem 29:19. Na trybunach zasiadło wówczas 29 000 widzów. Z pojemnością trybun 74 500 jest trzecim co do wielkości stadionem, na którym jest rozgrywany Puchar Sześciu Narodów (większe są Stade de France w Paryżu oraz Twickenham w Londynie). Jest drugim co do wielkości stadionem na świecie z zamykanym dachem oraz trzecim wybudowanym w Europie, który posiadał tego typu zadaszenie.

## Historia

### Geneza i tło
Do 1969 Cardiff RFC oraz reprezentacja Walii w rugby union mężczyzn grały swoje mecze na Cardiff Arms Park Na skutek konfliktu pomiędzy Cardiff Athletic Club a WRU, odnośnie do przebudowy obiektu nękanego przez powodzie, w 1970 został oddany do użytku The National Stadium w Cardiff. W 1994 powstał pomysł przebudowy stadionu. W 1995 Walia została wybrana na gospodarza Pucharu Świata w Rugby 1999.
W 1995 National Stadium, który został zaprojektowany w 1962 miał pojemność 53 000 widzów, mniejszą niż stadiony innych drużyn w Pucharze Pięciu Narodów: Twickenham (Anglia) – 75 000, Murrayfield Stadium (Szkocja) 67 000, a budowany na Mistrzostwa Świata w Piłce Nożnej 1998 Stade de France 80 000. Początkowa wielkość stadionu wynosiła wprawdzie 65 000, jednak została zredukowana po Raporcie Taylora. Kolejna przebudowa, związana z koniecznością zapewnienia wszystkich miejsc siedzących spowodowała obniżenie pojemności do 47 500.
Kolejnym problem było umiejscowienie National Stadium. Stadion stał wśród budynków pomiędzy Park Street, Wood Street, Westgate Streeti Cardiff Rugby Ground. Był w pełni widoczny tylko z rzeki Taff. Dojście do stadionu było również utrudnione, gdyż biegło przez wąską bramę przy Westgate Street, przez którą musieli przechodzić kibice obu drużyn.
Wprawdzie alternatywą dla budowy nowego stadionu było dodanie trzeciego piętra trybun do istniejącego obiektu, jednak istniała również konieczność budowy parkingów (zwiększony ruch przy okazji meczów powodował korki oraz zanieczyszczenie powietrza). Komitet budowy ostatecznie zadecydował o powstaniu nowego stadionu w pobliżu starego. Nowy obiekt miał mieć większą pojemność oraz zmienioną orientację płyty boiska (wschód-zachód na północ-południe). Była to czwarta przebudowa Cardiff Arms Park. Zdecydowano również, że nowy stadion wyposażony zostanie w zamykany dach i będzie obiektem wielofunkcyjnym z nawierzchnią trawiastą przeznaczoną do gry w rugby oraz piłkę nożną W owym czasie w całej Europie tylko dwa stadiony wyposażone były w zamykany dach: Amsterdam Arena ukończona w 1996 (pojemność trybun 50 000) oraz Gelredome w Arnhem budowana w latach 1996–1998 (pojemność trybun 30 000).
W celu poprawienia infrastruktury towarzyszącej i zapewnienia dojazdu zakupiono budynki znajdujące się na południe oraz wschód od stadionu, a także zbudowano bulwar wzdłuż rzeki Taff.
W 1999 Millennium Stadium został stadionem narodowym walijskich reprezentacji zastępując National Stadium, Cardiff Arms Park. Cardiff RFC przeprowadziło się na stary Cardiff Arms Park, gdzie grali do 1969.

### Budowa

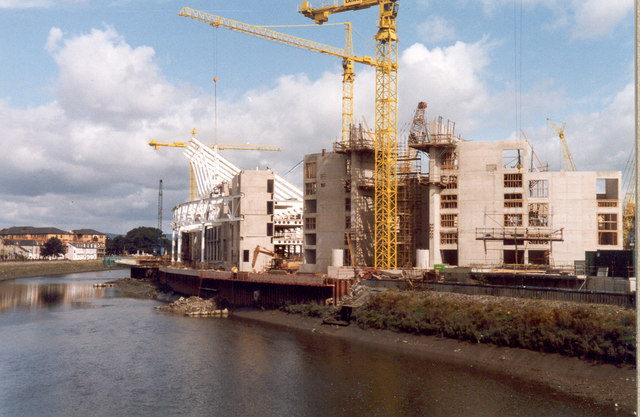
Budowa zachodniej trybuny

Stadion został zaprojektowany przez zespół architektów, kierowany przez Roda Shearda, z Lobb Sport Architecture. Instalacje zostały zaprojektowane przez inżynierów z WS Atkins. Mike Otlet z WS Atkins zaprojektował zamykany dach. Cimolai S.p.A. z Włoch wyprodukowała i zainstalowała 72 podpory oraz wszystkie 4 500 elementów dachu.
Podczas budowy wyburzono istniejący wcześniej Cardiff Arms Park, Wales Empire Pool (basen) na Wood Street, Cardiff Empire Telephone Exchange building (należącą do BT) na Park Street, nowo wybudowany budynek Territorial Auxiliary & Volunteer Reserve na Park Street oraz biura Social Security na Westgate Street.
Stadion został wybudowany przez firmę Laing w 1999, a kierownikiem budowy był Steve Ager. Otwarcie nastąpiło 26 czerwca 1999. Pierwszym meczem rozegranym na tym obiekcie było towarzyskiego spotkanie w rugby union pomiędzy Walią a Republiką Południowej Afryki wygrane przez gospodarzy 29:19. Na widowni zasiadło wówczas 29 tysięcy widzów. Było to pierwsze zwycięstwo Walii nad RPA w rugby union.

## Infrastruktura
Pojemność trybun wynosi 74 500 miejsc (wszystkie siedzące). Millenium Stadium jest największym pod względem pojemności trybun stadionem na świecie posiadającym zamykany dach. Dodatkowe miejsca mogą być dokładane podczas specjalnych okazji takich jak mecze rugby w Pucharze Sześciu Narodów, z reprezentacją Nowej Zelandii albo Finał Pucharu Walii. Rekord frekwencji wynosi 74 576 i został ustanowiony podczas meczu Walia – Szkocja 9 lutego 2008.
Murawa jest z trawy naturalnej zainstalowanej w systemie modułowym przez GreenTech ITM, posiada system irygacji i drenażu. Płyta boiska składa się z 7 412 części, które można wymontować na czas koncertów, wystaw oraz innych imprez, które nie potrzebują murawy.
Każda z czterech trybun posiada własną nazwę: północna – the North Stand, zachodnia – the West Stand, południowa – the South Stand, oraz zachodnia – the BT Stand. The South Stand początkowo nazywała się Hyder Stand, gdyż spółka Hyder wykupiła jej nazwę. Stadion posiada 3 piętra trybun z wyjątkiem północnej dwupiętrowej trybuny. Dolne piętro posiada 23 500 miejsc, środkowe 18 000 natomiast górne 33 000.
Konstrukcja stadionu opiera się na czterech 90,3 metrowych masztach. Obiekt został zbudowany z 56 tysięcy ton betonu i stali. Na arenie znajduje się 22 barów, 7 restauracji, 17 punktów pierwszej pomocy, 12 ruchomych schodów i 7 wind. Stadion posiada 7 bram: brama nr 1 znajduje się od strony bulwaru (na północy), bramy nr 2 i 3 znajdują się od strony Westgate Street (na wschodzie), brama nr 4 używana tylko do ewakuacji znajduje się również przy Westgate Street, brama nr 5 znajduje się przy Park Street (na południu), natomiast bramy nr 6 i 7 wychodzą na Millennium Plaza (również na południu).

## Użytkowanie

### Rugby union

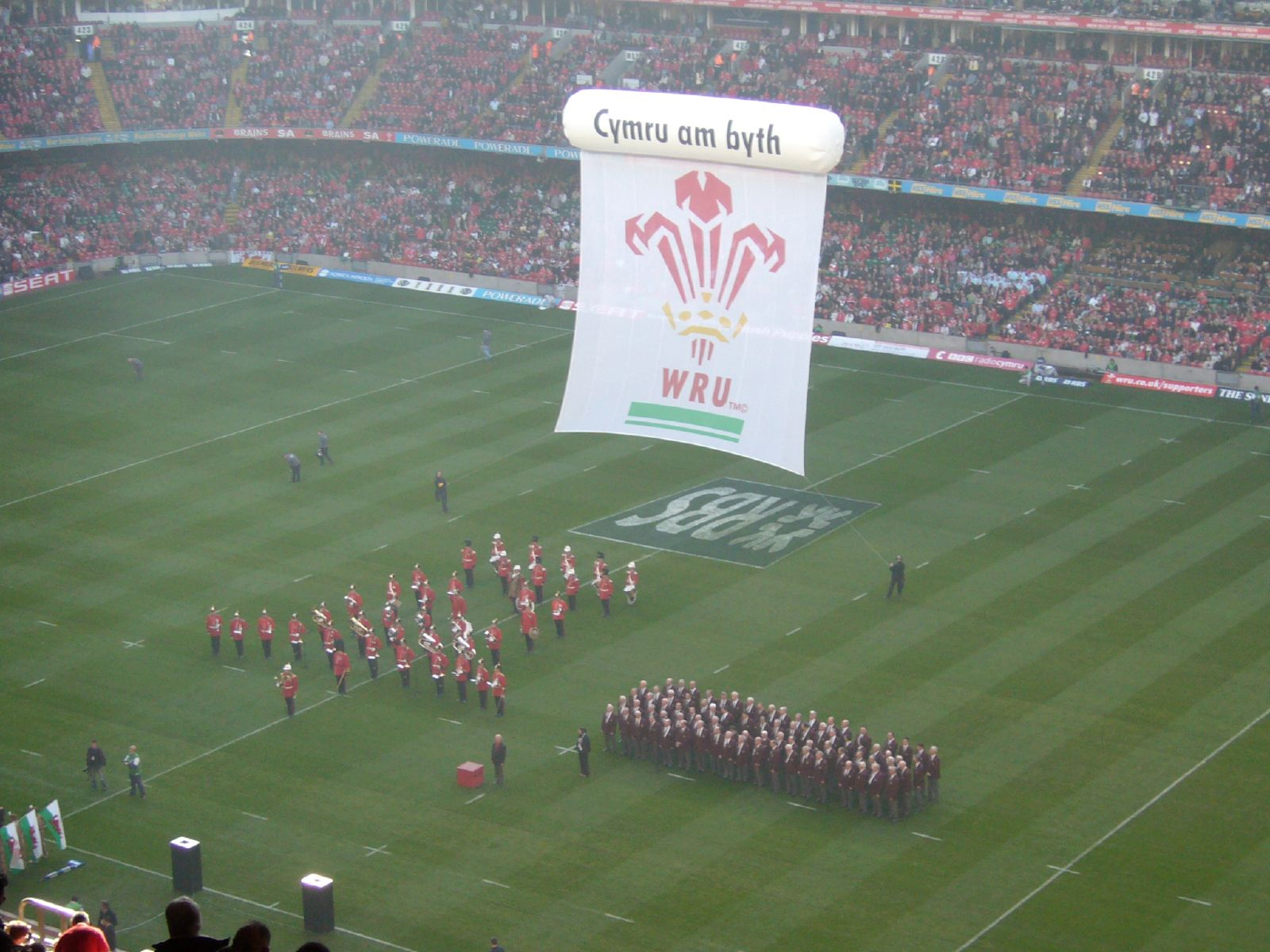
Przedmeczowa oprawa meczu Walia – Szkocja podczas Pucharu Sześciu Narodów 2008

Na stadionie swoje spotkania w charakterze gospodarza rozgrywa reprezentacja Walii w rugby union mężczyzn. Odbywają się tu mecze zarówno Pucharu Sześciu Narodów, jak i wrześniowe spotkania towarzyskie Southern Hemisphere. Stadion jest używany również przez drużyny grające w Celtic League oraz w Pucharze Heinekena. Obiekt dwukrotnie był jedną z aren Pucharu Świata w rugby, w roku 1999 (rozegrano na nim m.in. finał turnieju) oraz 2007.
Na stadionie zostały rozegrane również półfinały Anglo-Welsh Cup w 2006 i 2007, jak również finały Pucharu Heinekena:
- 2001–02 Leicester Tigers 15 – 9 Munster[30]
- 2005–06 Munster 23 – 19 Biarritz[31]
- 2007–08 Toulouse 13 – 16 Munster[32]
- 2010–11 Leinster 33 – 22 Northampton

30 Marca 2011 na stadionie rozegrano pierwszy w historii mecz rugby union w ramach Welsh Varsity.

### Rugby league
The Millennium Stadium gościł również trzy finały Challenge Cup w rugby league. W 2007 na stadionie rozegrano Millennium Magic weekend. Była to dwudniowa impreza w maju, będąca rundą wstępną Super League. Rozegrano wówczas trzy mecze w sobotę i trzy w niedzielę. Impreza odniosła sukces, stąd RFL zorganizował ją ponownie w maju 2008. Jednakże w latach 2009–2010 Millennium Magic zostało przeniesione na Murrayfield Stadium i przemianowane na Magic Weekend. W 2011 Magic Weekend wróciło do Cardiff.
Na Millennium Stadium rozegrano również kilka międzynarodowych meczów w rugby league. Dwa 5 listopada 2000 podczas Pucharu Świata w Rugby League 2000: Liban – Wyspy Cooka (22:22) oraz Walia – Nowa Zelandia (18:58); trzecim meczem było spotkanie towarzyskie pomiędzy Walią a Nową Zelandią rozegrane w 2002. W roku 2013 obiekt ponownie gościł puchar świata w tej dyscyplinie. 26 października na stadionie w Cardiff odbyła się ceremonia otwarcia imprezy, po której rozegrano dwa spotkania fazy grupowej (Anglia – Australia oraz Walia – Włochy).

### Piłka nożna
Od 2000 stadion był również wykorzystywany do rozgrywania najważniejszych spotkań piłkarskiej reprezentacji Walii. Mecze z mniej atrakcyjnymi przeciwnikami rozgrywano natomiast na Racecourse Ground we Wrexham i Liberty Stadium w Swansea. Pierwszym meczem piłkarskim rozegranym na tym stadionie Walia – Finlandia w 2000. Spotkanie to obejrzało 66000 widzów, co było rekordową widownią na meczu piłki nożnej w Walii. Rekord ten później został kilka razy poprawiony.
W 2001 Football Association of Wales (FAW) zgłosiło obiekt do organizacji finału Ligi Mistrzów 2003. Stadion został wówczas oceniony przez UEFA na pięć gwiazdek i był faworytem do organizacji tego meczu. Ostatecznie wybór padł jednak na stadion Old Trafford w Manchesterze.
Stadion miał być także jedną z aren szkocko-walijskiej kandydatury na organizację Euro 2016. Kandydatura została jednak wycofana z przyczyn finansowych.
Ze względu na spadek formy walijskich piłkarzy oraz zmniejszenie zainteresowania meczami FAW organizuje mecze na mniejszych stadionach takich jak Liberty Stadium oraz nowo wybudowany Cardiff City Stadium.
Podczas budowy stadionu reprezentacja rugbystów została bez stadionu, z tego względu Walia była gospodarzem na starym stadionie Wembley. W wyniku umowy z FA podczas przebudowy Wembley, na stadionie Millennium zostały rozgrywane najważniejsze mecze angielskich rozgrywek piłkarskich.
- Finał Pucharu Anglii
- Finał Pucharu Ligi (w rozgrywkach biorą udział również walijskie zespoły)
- Finał Football League Trophy (w rozgrywkach biorą udział również walijskie zespoły)
- Turnieje barażowe decydujące o spadku/awansie (w rozgrywkach biorą udział również walijskie zespoły)
- Tarcza Wspólnoty (w rozgrywkach teoretycznie mógłby wziąć udział zespół z Walii)[44]

Stadion został nazwany „goście hoodoo” ang. „away team hoodoo”, gdyż pierwsze dwanaście meczów zostało wygrane przez zawodników, którzy zajęli szatnie przeznaczone dla gospodarzy. Po tym jak Paul Darby wykonał błogosławieństwo feng shui w 2002, Stoke City pokonało Brentford 2:0 kończąc „hoohoo”. Być może był to jednak tylko chwyt marketingowy.
Liverpool zdobył pierwszy Puchar Anglii na Millennium Stadium po pokonaniu Arsenalu 2:1. Liverpool wygrał również ostatni Puchar Anglii na tym stadionie. Pokonując w 2006 West Ham United w rzutach karnych 3:1 w regulaminowym czasie gry było 3:3. Mecz ten został nazwany „najlepszym finałem pucharu we współczesnej epoce” ang. „the best cup final of the modern era”.
Stadion był jedną z aren turniejów piłkarskich rozgrywanego w ramach Letnich Igrzysk Olimpijskich 2012. Na Millennium Stadium rozegrano mecz otwarcia turnieju kobiet Wielka Brytania – Nowa Zelandia (1:0). W także czterech innych spotkań fazy grupowe i ćwierćfinału turnieju kobiecego oraz trzech spotkań grupowych, ćwierćfinału i meczu o brąz turnieju męskiego.
W czerwcu 2017 roku na Millennium Stadium rozegrany został finał piłkarskiej Ligi Mistrzów.

### Boks
Na stadionie zostały zorganizowane 3 gale bokserskie.
8 lipca 2006 Matt Skelton pokonał Danny Williams zdobywając Commonwealth heavyweight title. 7 kwietnia 2007 Joe Calzaghe pokonał Peter Manfredo broniąc tym WBO super middleweight belt. 3 listopada 2007 Joe Calzaghe pokonał Mikkela Kesslera broniąc WBO super middleweight belt i zdobywając WBA oraz WBC super middleweight titles.

### Sporty motorowe

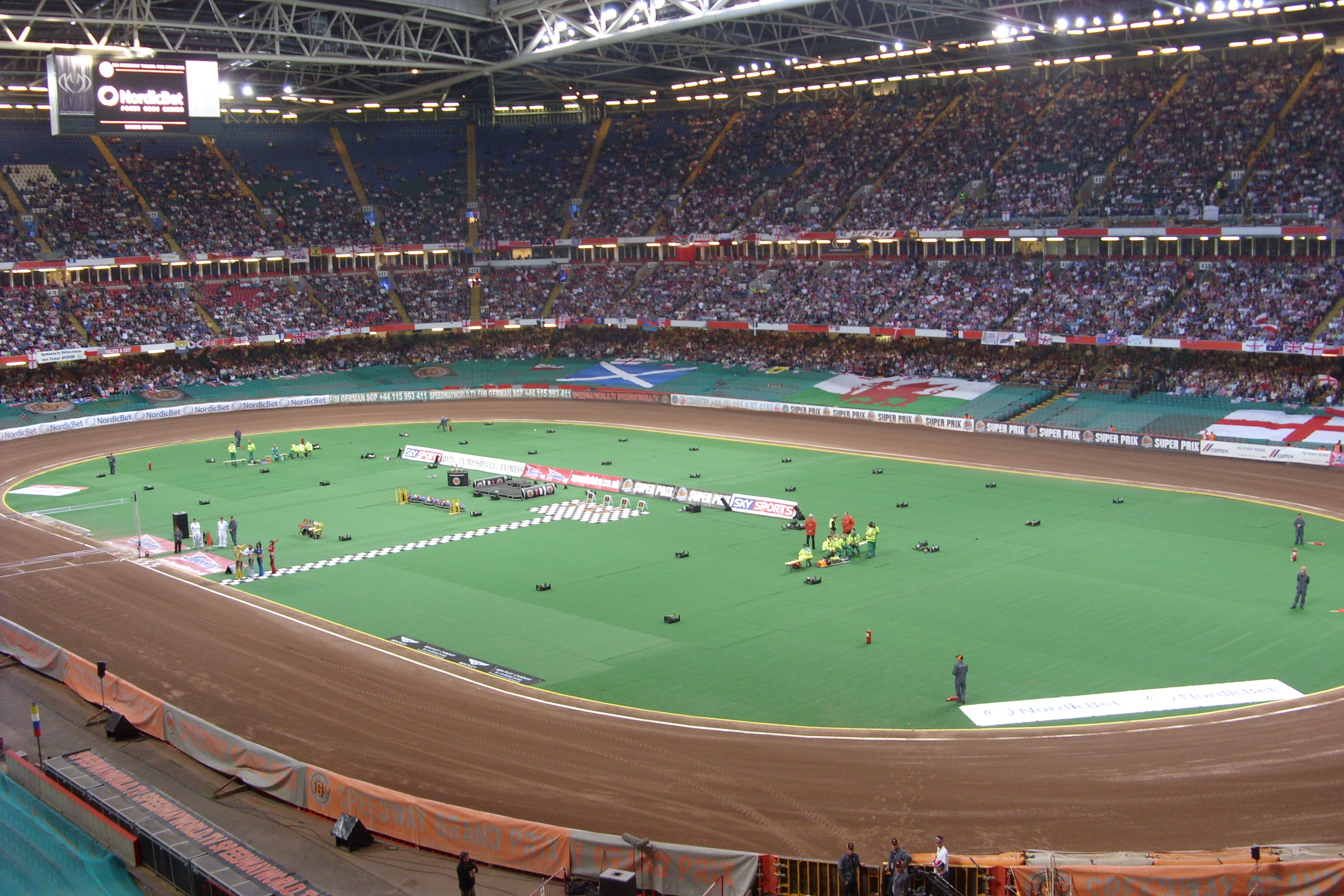
Zawody Grand Prix rozgrywane są na sztucznym torze

Od sezonu 2001 na Millennium Stadium rozgrywane jest żużlowe Grand Prix Wielkiej Brytanii. Na potrzeby zawodów wokół murawy powstaje tymczasowy tor o długości 278 metrów. Najszybciej cztery okrążenia tego toru pokonali Kenneth Bjerre i Jason Crump podczas zawodów Grand Prix w 2009 roku. Rekord wynosi równo 55 sekund.
Dotychczas rozegrano 12 turniejów o Wielką Nagrodę Wielkiej Brytanii na tym obiekcie. Najwięcej razy w tych zawodach triumfował Jason Crump – trzykrotnie.
W 2010 wydarzenie to obejrzało 44 150 widzów, co jest rekordem Walii w widowni na meczu żużlowym.
We wrześniu 2005 na stadionie został rozegrany pierwszy stadionowy odcinek Rajdu Wielkiej Brytanii. Wówczas to dolne trybuny zostały zdemontowane żeby można było wykonać trasę. Dodatkowo stadion gości również imprezy Supercross. W październiku 2007, gościł Monster Jam impreza ta została powtórzona w 2008, 2009 i 2010.

### Koncerty

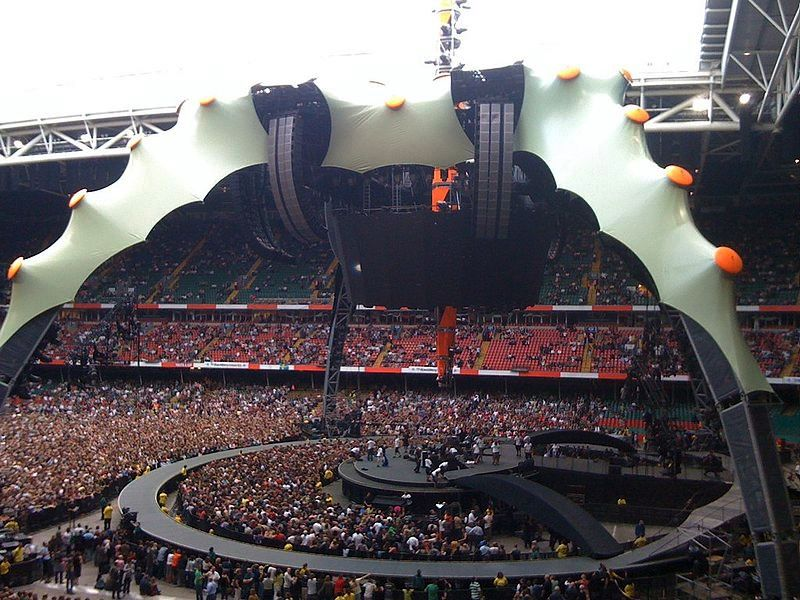
U2 360° Tour

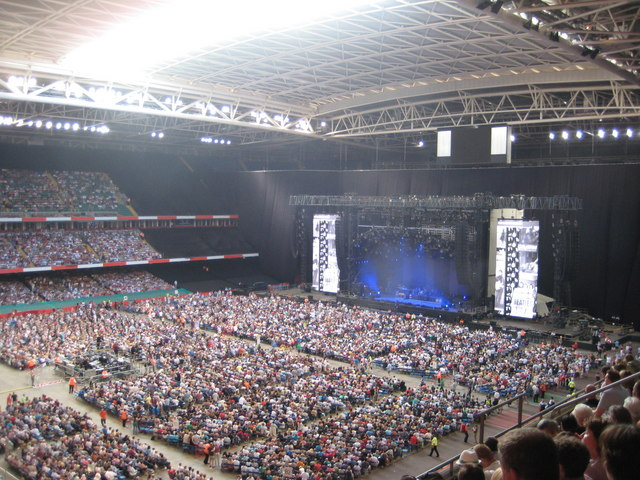
Paul McCartney podczas koncertu na Millennium Stadium

Stadion oprócz być areną zmagań sportowców jest również miejscem, w którym są organizowane wydarzenia kulturalne w tym: Manic Street Preachers koncert zorganizowany w przededniu nowego Milenium oraz, transmitowane przez BBC, Songs of Praise, zorganizowane pierwszego dnia nowego Milenium. Oba wydarzenia przyciągnęły 60000 widzów. W 2000 koncert Tiny Turner, będący częścią Twenty Four Seven Tour odbył się przy pełnej widowni. Walijski zespół rockowy Stereophonics zagrał dwa koncerty, na które zostały sprzedane wszystkie bilety: W lipcu 2001 w ramach dwudniowego festiwalu „A Day at the Races”, nagrania z tego festiwalu zostały wydane na DVD, oraz w 2003 krótko po ukazaniu się Stuart Cable. Amerykański zespół rockowy Bon Jovi grał na tym stadionie podczas One Wild Night Tour w 2001. Pod koniec stycznia 2005 stadion gościł charytatywny koncert tsunami relief concert. Dochody z tego wydarzenia zostały przeznaczone na pomoc ofiarom tsunami w 2004. Wówczas Eric Clapton był główną gwiazdą koncertu. Na stadionie dwukrotnie wystąpiła Madonna. Po raz pierwszy w lipcu 2006 podczas pierwszego w Wielkiej Brytanii koncertu w ramach Confessions Tour a później w sierpniu 2008 podczas Sticky & Sweet Tour. Wśród innych muzyków, którzy występowali na tym stadionie są Robbie Williams podczas Weddings, Barmitzvahs & Stadiums Tour U2 as part of their Vertigo Tour, Red Hot Chili Peppers podczas By the Way tour, The Rolling Stones w ramach A Bigger Bang Tour R.E.M. Paul McCartney podczas Up and Coming Tour, The Police podczas Reunion Tour. Oasis podczas Don't Believe the Truth Tour oraz Dig Out Your Soul Tour in 2009. Neil Diamond, Bruce Springsteen, E Street Band podczas Magic Tour, U2 podczas U2 360° Tour, na tym koncercie został ustanowiony rekord w liczbie widzów 73354.

### Konferencje
Stadion oferuje również sale konferencyjne z kateringiem zapewnianym przez Compass Group. W obiekcie znajduje się cześć lóż, które są indywidualnie urządzane oraz 124 boxy. Dodatkowo obiekt posiada niezbędne wyposażenie do organizowania różnych tego typu imprez.

### Pozostałe wydarzenia
15 października 2011 na stadionie została zorganizowana strefa kibica, na której był transmitowany na żywo mecz Francja – Walia rozgrywany w ramach Pucharu Świata w Rugby 2011. Później na tym stadionie został nadany również mecz o brąz pomiędzy Walią a Australią.